# Midgegooroo National Park
Midgegooroo National Park är en park i Australien. Den ligger i delstaten Western Australia, omkring 33 kilometer sydost om delstatshuvudstaden Perth. Midgegooroo National Park ligger 208 meter över havet. Den ligger vid sjön Canning Reservoir.
Runt Midgegooroo National Park är det ganska tätbefolkat, med 100 invånare per kvadratkilometer.. Närmaste större samhälle är Armadale, omkring 11 kilometer väster om Midgegooroo National Park. 
I omgivningarna runt Midgegooroo National Park växer huvudsakligen savannskog. Genomsnittlig årsnederbörd är 951 millimeter. Den regnigaste månaden är september, med i genomsnitt 168 mm nederbörd, och den torraste är februari, med 12 mm nederbörd.